# میتسوئو ایواتا
میتسوئو ایواتا (انگلیسی: Mitsuo Iwata; ۳۱ ژوئیهٔ ۱۹۶۷ – ) بازیگر، صداپیشه، خواننده، و بازیگر خردسال اهل ژاپن بود.